# Have Guitar Will Travel
《Have Guitar Will Travel》은 1960년 1월에 체커 레코드에서 발매된 미국의 로큰롤 음악가 보 디들리의 세 번째 스튜디오 음반이다.
커버 아트에는 리처드 분의 《Have Gun – Will Travel》 캐릭터 팔라딘이 시리즈의 모든 에피소드에서 들고 다니며 나눠준 것과 유사한 흰색 전화 카드가 표시되어 있다. 장소는 뉴욕 브루클린의 리빙스턴 스트리트였다.

## 배경
〈Cops and Robbers〉라는 노래는 1956년 11월, 체커 싱글 850번의 A-사이드로 발매되었지만, 이번 음반에는 B-사이드 〈Down Home Special〉이 등장하지 않았다. 1957년 10월, 〈Mona (I Need You Baby)〉라는 곡이 〈Hey! Bo Diddley〉의 B-사이드로 발매되었고, 1958년 음반 《Bo Diddley》에 A-사이드가 등장했다. 〈Say Man, Back Again〉은 1959년 11월에 싱글로 발매되었다. 나머지 곡은 음반 전용으로 발매되었지만, 보컬 오버더빙이 부족한 〈She's Alright〉의 편집 버전이 〈Say Man, Back Again〉의 B-사이드로 등장했다.

## 곡 목록
모든 곡들은 특별한 언급이 없는 한 보 디들리에 의해 작사/작곡하였다.
| #  | 제목                  | 작사·작곡   | 재생 시간 |
| -- | --------------------- | ----------- | --------- |
| 1. | 〈She's Alright〉     |             | 3:56      |
| 2. | 〈Cops and Robbers〉  | 켄트 해리스 | 3:21      |
| 3. | 〈Run Diddley Daddy〉 |             | 2:36      |
| 4. | 〈Mumblin' Guitar〉   |             | 2:49      |
| 5. | 〈I Need You Baby〉   |             | 2:18      |

| #  | 제목                    | 재생 시간 |
| -- | ----------------------- | --------- |
| 1. | 〈Say Man, Back Again〉 | 2:53      |
| 2. | 〈Nursery Rhyme〉       | 2:43      |
| 3. | 〈I Love You So〉       | 2:20      |
| 4. | 〈Spanish Guitar〉      | 3:58      |
| 5. | 〈Dancing Girl〉        | 2:17      |
| 6. | 〈Come On Baby〉        | 2:52      |